# Água de beber
Água de beber ist ein Bossa-Nova-Song des brasilianischen Komponisten Antônio Carlos Jobim aus dem Jahr 1963. Der ursprüngliche Text stammt von Vinícius de Moraes. Der Titel heißt auf Deutsch übersetzt so viel wie Trinkwasser. Den englischsprachigen Text entwickelte später Norman Gimbel. Die erste Einspielung des Songs hat eine Länge von 2:50 min und erschien auf dem Album The Composer of Desafinado, Plays. Das Lied wurde vielfach gecovert und gilt mittlerweile als Jazzstandard.
Deutsche Versionen, die einen Text enthalten, der sich vom Original komplett entfernt, sind das Urlaubs-, Spaß- und Kinderlied Bad'n die da? mit einem deutschen Text von C. Gerl und Jürgen Kreffter und die Single „Wasser aus der Spree“ von Trikot (2008).

## Aufnahmen (Auswahl)
Angegeben sind jeweils Interpret, Album und dessen Ursprungsjahr.
- Antônio Carlos Jobim – The Composer of Desafinado, Plays (1963)
- Astrud Gilberto (zusammen mit Jobim) – The Astrud Gilberto Album (1965)
- Sérgio Mendes – Herb Alpert Presents (1966)
- La Lupe (mit Tito Puente) – Tú y Yo (1965)
- Frank Sinatra (mit Jobim) – Sinatra & Company (1967)
- Juan García Esquivel – The Genius of Esquivel (1967)
- Al Jarreau – Glow (1976)
- Ella Fitzgerald – Ella Abraça Jobim (1981) and Ella a Nice, Pablo, (1971)
- Astrud Gilberto (mit James Last and His Orchestra) (1986)
- Lee Ritenour – A Twist of Jobim (1997, verschiedene Interpreten)
- Charlie Byrd – My Inspiration: Music of Brazil (1999)
- Sophie Milman – Sophie Milman (2004)
- Meja – Mellow (2004)
- Peter Fessler – Lovers, Fools and Dreamers (2005)